# 2. Arany Málna-gála
A 2. Arany Málna-gálán (Razzies) – az Oscar-díjátadó paródiájaként – az 1981-es év legrosszabb amerikai filmjeit, illetve alkotóit díjazták tíz kategóriában. A díjazottak kihirdetésére egy rögtönzött, „az Oscar-gála maradékait felhasználó összejövetel” keretében került sor, 1982. március 29-én.
A mezőnyből kiemelkedett, s kilenc jelölésével, valamint a díjak felének „elnyerésével” azonnal csúcsot is döntött, az 1940-es, 1950-es évek egyik hollywoodi filmcsillagának, Joan Crawfordnak az életét feldolgozó, Anyu a sztár című filmdráma. Előkelő helyezést ért el még John Derek kalandfilmje, a Tarzan, a majomember (6 jelölésből 1 díj) és Franco Zeffirelli romantikus drámája, a Végtelen szerelem (6 jelölés).

## Díjazottak és jelöltek
| „Győztes” |

| Kategória                        | „Győztesek” és jelöltek                                                                                                   |
| -------------------------------- | --- |
| Legrosszabb film                 | Anyu a sztár, producer: Frank Yablans (Paramount)                                                                         |
| Legrosszabb film                 | Végtelen szerelem, producer: Dyson Lovell (Universal/PolyGram)                                                            |
| Legrosszabb film                 | A mennyország kapuja, producer: Joann Carelli (United Artists)                                                            |
| Legrosszabb film                 | Az álarcos lovas legendája, producer: Walter Coblenz (Universal/Associated Film Distribution – AFD)                       |
| Legrosszabb film                 | Tarzan, a majomember, producer: Bo Derek (MGM/United Artists)                                                             |
| Legrosszabb férfi főszereplő     | Klinton Spilsbury – Az álarcos lovas legendája, mint a magányos lovas / John Reid                                         |
| Legrosszabb férfi főszereplő     | Gary Coleman – On the Right Track, mint Lester                                                                            |
| Legrosszabb férfi főszereplő     | Bruce Dern – Tattoo, mint Karl Kinsky                                                                                     |
| Legrosszabb férfi főszereplő     | Richard Harris – Tarzan, a majomember, mint James Parker                                                                  |
| Legrosszabb férfi főszereplő     | Kris Kristofferson – A mennyország kapuja és Milliárdos bankbetétek, mint James Averill és Hubbell Smith                  |
| Legrosszabb női főszereplő       | Bo Derek – Tarzan, a majomember, mint Jane Parker (megosztva) Faye Dunaway – Anyu a sztár, mint Joan Crawford (megosztva) |
| Legrosszabb női főszereplő       | Linda Blair – Hell Night, mint Marti Gaines                                                                               |
| Legrosszabb női főszereplő       | Brooke Shields – Végtelen szerelem, mint Jade Butterfield                                                                 |
| Legrosszabb női főszereplő       | Barbra Streisand – Szerelem az éjszakában, mint Cheryl Gibbons                                                            |
| Legrosszabb férfi mellékszereplő | Steve Forrest – Anyu a sztár, mint Greg Savitt                                                                            |
| Legrosszabb férfi mellékszereplő | Billy Barty – A szivárvány alatt, mint Otto Krieling                                                                      |
| Legrosszabb férfi mellékszereplő | Ernest Borgnine – A halálnak szentelve, mint Isaiah Schmidt                                                               |
| Legrosszabb férfi mellékszereplő | James Coco – Csak ha nevetek, mint Jimmy (Oscar-díjra is jelölve)                                                         |
| Legrosszabb férfi mellékszereplő | Danny DeVito – Majomkodó örökösök, mint Lazlo                                                                             |
| Legrosszabb női mellékszereplő   | Diana Scarwid – Anyu a sztár, mint a felnőtt Christina Crawford                                                           |
| Legrosszabb női mellékszereplő   | Rutanya Alda – Anyu a sztár, mint Carol Ann                                                                               |
| Legrosszabb női mellékszereplő   | Farrah Fawcett – Ágyúgolyó futam, mint Pamela Glover                                                                      |
| Legrosszabb női mellékszereplő   | Mara Hobel – Anyu a sztár, mint a gyermek Christina Crawford                                                              |
| Legrosszabb női mellékszereplő   | Shirley Knight – Végtelen szerelem, mint Ann Butterfield                                                                  |
| Legrosszabb rendező              | Michael Cimino – A mennyország kapuja                                                                                     |
| Legrosszabb rendező              | John Derek – Tarzan, a majomember                                                                                         |
| Legrosszabb rendező              | Blake Edwards – S.O.B. |
| Legrosszabb rendező              | Frank Perry – Anyu a sztár                                                                                                |
| Legrosszabb rendező              | Franco Zeffirelli – Végtelen szerelem                                                                                     |
| Legrosszabb forgatókönyv         | Anyu a sztár, írta: Frank Yablans, Frank Perry, Tracy Hotchner és Robert Getchell, Christina Crawford könyve alapján      |
| Legrosszabb forgatókönyv         | Végtelen szerelem, írta: Judith Rascoe, Scott Spencer regénye alapján                                                     |
| Legrosszabb forgatókönyv         | A mennyország kapuja, írta: Michael Cimino                                                                                |
| Legrosszabb forgatókönyv         | S.O.B., írta: Blake Edwards                                                                                               |
| Legrosszabb forgatókönyv         | Tarzan, a majomember, írta: Tom Rowe and Gary Goddard, Edgar Rice Burroughs karaktereinek felhasználásával                |
| Legrosszabb új sztár             | Klinton Spilsbury – Az álarcos lovas legendája                                                                            |
| Legrosszabb új sztár             | Gary Coleman – On the Right Track                                                                                         |
| Legrosszabb új sztár             | Martin Hewitt – Végtelen szerelem                                                                                         |
| Legrosszabb új sztár             | Mara Hobel – Anyu a sztár                                                                                                 |
| Legrosszabb új sztár             | Miles O'Keeffe – Tarzan, a majomember                                                                                     |
| Legrosszabb „eredeti” dal        | Papa, mama és egy baba „Baby Talk” című dala; zene: David Shire, szöveg: David Frishberg                                  |
| Legrosszabb „eredeti” dal        | The Fan „Hearts, Not Diamonds” című dala; zene: Marvin Hamlisch, szöveg: Tim Rice                                         |
| Legrosszabb „eredeti” dal        | Az álarcos lovas legendája „The Man in the Mask” című dala; zene: John Barry, szöveg: Dean Pitchford                      |
| Legrosszabb „eredeti” dal        | Csak ha nevetek „Only When I Laugh” című dala; zene: David Shire, szöveg: Richard Maltby, Jr.                             |
| Legrosszabb „eredeti” dal        | Mulató a sztrádán „You, You're Crazy” című dala; zene: Frank Musker és Dominic Bugatti                                    |
| Legrosszabb filmzene             | Az álarcos lovas legendája, zeneszerző: John Barry                                                                        |
| Legrosszabb filmzene             | A mennyország kapuja, zeneszerző: David Mansfield                                                                         |
| Legrosszabb filmzene             | Az erőszak utcái, zeneszerző: Tangerine Dream                                                                             |
| Legrosszabb filmzene             | A szivárvány alatt, zeneszerző: Joe Renzetti                                                                              |
| Legrosszabb filmzene             | Zorro, a penge, zeneszerző: Ian Fraser                                                                                    |

## A kategóriákban előforduló filmek
| Jelölés | Díj | Magyar cím                 | Eredeti cím                   |
| ------- | --- | -------------------------- | ----------------------------- |
| 9       | 5   | Anyu a sztár               | Mommie Dearest                |
| 6       | 1   | Tarzan, a majomember       | Tarzan, the Ape Man           |
| 6       | 0   | Végtelen szerelem          | Endless Love                  |
| 5       | 3   | Az álarcos lovas legendája | The Legend of the Lone Ranger |
| 5       | 1   | A mennyország kapuja       | Heaven's Gate                 |
| 2       | 0   | A szivárvány alatt         | Under the Rainbow             |
| 2       | 0   | Csak ha nevetek            | Only When I Laugh             |
| 2       | 0   |                            | On the Right Track            |
| 2       | 0   |                            | S.O.B.                        |
| 1       | 1   | Papa, mama és egy baba     | Paternity                     |
| 1       | 0   | Az erőszak utcái           | Thief                         |
| 1       | 0   | Ágyúgolyó futam            | The Cannonball Run            |
| 1       | 0   | A halálnak szentelve       | Deadly Blessing               |
| 1       | 0   |                            | Hell Night                    |
| 1       | 0   | Majomkodó örökösök         | Going Ape!                    |
| 1       | 0   | Milliárdos bankbetétek     | Rollover                      |
| 1       | 0   | Mulató a sztrádán          | Honky Tonk Freeway            |
| 1       | 0   | Szerelem az éjszakában     | All Night Long                |
| 1       | 0   |                            | Tattoo                        |
| 1       | 0   |                            | The Fan                       |
| 1       | 0   | Zorro, a penge             | Zorro, The Gay Blade          |